# Erica densifolia
Erica densifolia là một loài thực vật có hoa trong họ Thạch nam. Loài này được Willd. mô tả khoa học đầu tiên năm 1799.